# Sonate K. 18
Pour les articles homonymes, voir K18.
Pour un article plus général, voir Essercizi per gravicembalo.
La sonate K. 18 (F.534/L.416) en ré mineur est une œuvre pour clavier du compositeur italien Domenico Scarlatti. C'est la dix-huitième sonate du seul recueil publié du vivant de l'auteur, les Essercizi per gravicembalo (1738), qui contient trente numéros.

## Présentation
La sonate K. 18 en ré mineur, notée Presto, est « rongée par un petit grignotement chromatique » avec un motif en montée. Jean-Philippe Rameau cite textuellement des éléments de cette sonate (et la K. 12) dans L’Égyptienne, la dernière des pièces du Troisième livre de pièces de clavecin.

## Édition et manuscrits
L'œuvre est imprimée dans le recueil des Essercizi per gravicembalo publié sans doute à Londres en 1738. Les autres sources sont les manuscrits Münster V 48, Vienne A 34 et Orfeó Catalá (E-OC) no 28.

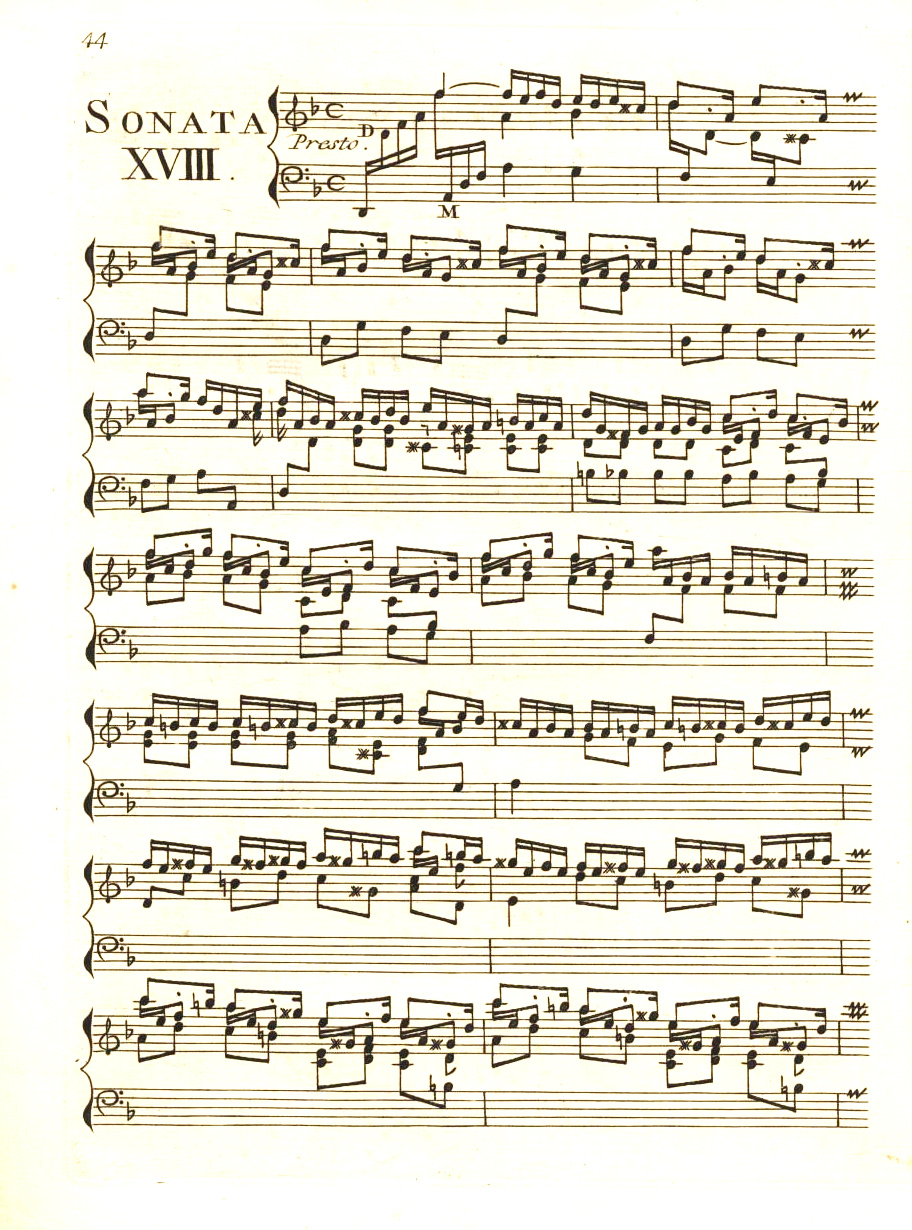
Édition Amsterdam, 1742.
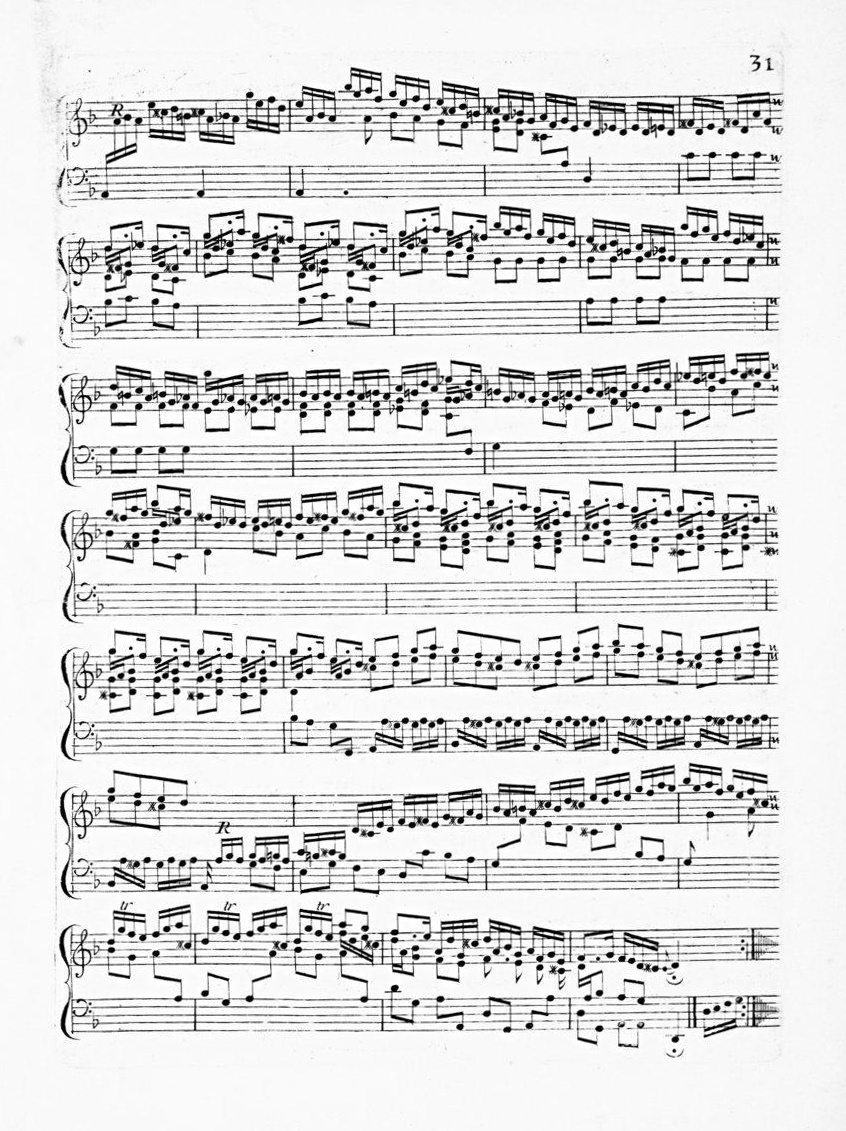
Édition Boivin, Paris c.1742.

## Interprètes
Les interprètes de la sonate K. 18 au clavecin sont notamment Scott Ross (1976, Still et 1985, Erato), Laura Alvini (1990, Nuova Era), Pierre Hantaï (1992, Astrée), Colin Tilney (1987, Dorian), Glen Wilson (1990, Teldec), Joseph Payne (1990, BIS), Kenneth Weiss (2001 et 2007, Satirino), Emilia Fadini (2008, Stradivarius, vol. 11) et Hank Knox (2021, Leaf Music).

## Sources
: document utilisé comme source pour la rédaction de cet article.
- Ralph Kirkpatrick (trad. de l'anglais par Dennis Collins), Domenico Scarlatti, Paris, Lattès, coll. « Musique et Musiciens », 1982 (1re éd. 1953 (en)), 493 p. (OCLC 954954205, BNF 34689181).
- Alain de Chambure, « Domenico Scarlatti : Intégrale des sonates — Scott Ross », p. 172–175, Erato (2564-62092-2), 1985 (OCLC 891183737) .
- Guy Sacre, La musique pour piano : dictionnaire des compositeurs et des œuvres, vol. II (J-Z), Paris, Robert Laffont, coll. « Bouquins », 1998, 2424 p. (ISBN 978-2-221-08566-0).
- (it) Águeda Pedrero-Encabo (trad. de l'espagnol par Francesco Paolo Russo), « Una nuova fonte degli «Essercizi» di Domenico Scarlatti: il manoscritto Orfeó Catalá (E-OC) », Fonti Musicali Italiane, no 17,‎ 2012, p. 151–173 (présentation en ligne).